# Одарчен, Мария Игнатьевна
Мария Игнатьевна Одарчен (Лыба) (укр. Марія Гнатівна Одарчен (Либа); 4 мая 1928 год, село Слободка-Чернелевская — 13 февраля 2005 год, село Слободка-Чернелевская) — колхозница, звеньевая колхоза «Советская Украина» Красиловского района Хмельницкой области. Герой Социалистического Труда (1971). Депутат Верховного Совета УССР.

## Биография
Родилась 4 мая (по другим данным, 16 апреля) 1928 года в крестьянской семье в селе Слободка-Чернелевская. Окончила среднюю школу в родном селе. После войны работала дояркой в колхозе «Советская Украина» Красиловского района. С 1950 года работала в полеводческом звене. Через некоторое время была назначена звеньевой. Была последовательницей украинских передовиков-свекловодов Екатерины Андрищук и Кристины Байдич. Бригада Марии Лыбы ежегодно собирала в среднем около 500 центнеров сахарной свеклы с каждого гектара. Во время 8-й и 9-й пятилеток бригада ежегодно сдавала в среднем по 515 центнеров сахарной свеклы. Неоднократно участвовала во Всесоюзной выставке ВДНХ. Была удостоена звания «Отличник социалистического соревнования УССР». В 1965 году награждена орденом Трудового Красного Знамени.
В 1970 году бригада, руководимая Марией Лыбой, собрала в среднем по 610 центнеров сахарной свеклы с каждого гектара. За эти выдающиеся трудовые достижения была удостоена в 1971 году звания Героя Социалистического Труда.
Скончалась 13 февраля 2005 года в селе Слободка-Чернелевская.

## Награды
- Герой Социалистического Труда — указом Президиума Верховного Совета СССР от 8 апреля 1971 года
- Орден Ленина
- Орден Трудового Красного Знамени